# Blue Diamond Society
La Blue Diamond Society (népalais : नील हीरा समाज) est une association népalaise pour les droits LGBT.

## Historique
Elle a été créée en 2001 par une poignée de volontaires pour promouvoir le changement des lois existantes contre l'homosexualité et défendre les droits des LGBT. En 2018, elle emploie 700 personnes dans 40 bureaux. Elle a été fondée par Sunil Babu Pant, l'un des cinq membres du Parti communiste du Népal (uni) au parlement népalais et l'un des experts pour les Principes de Jogjakarta,. Il l'a dirigée jusqu'en 2013. L'association est depuis présidée par l'activiste trans Manisha Dhakal,.
La Blue Diamond society a participé à la plainte auprès de la Cour suprême du Népal, qui ordonne finalement en 2007 au gouvernement d'abroger toutes les lois contre les personnes LGBTI. Elle a aussi obtenu que la Commission électorale prenne en compte un troisième genre,, et que le gouvernement ouvre la voie au mariage homosexuel.
L'association est aussi très active en ce qui concerne la prévention contre le VIH, et à l'aide aux personnes vivant avec le virus. Elle est soutenue en France par le Sidaction.